# Bentend Steading
Bentend Steading ist die Stallung des gleichnamigen Bauernhofs rund sechs Kilometer nordnordöstlich der schottischen Stadt Kilsyth in der Council Area North Lanarkshire. 1992 wurde die Bentend Steading in die schottischen Denkmallisten in der Kategorie B aufgenommen. Sie besitzt historische Bedeutung, da es sich um ein seltenes Exemplar eines Hochlandbauernhofs aus dem 18. Jahrhundert handelt, das sich sowohl in nahezu unverändertem als auch akzeptablem Zustand befindet.

## Beschreibung
Die Stallung gehört zu einem isolierten Gehöft etwa hundert Meter südlich des Carron unweit der Carron Bridge. Bei Bentend Steading handelt es sich um ein längliches, einstöckiges Gebäude, das wahrscheinlich zu Beginn des 18. Jahrhunderts errichtet wurde. Eine Erweiterung wurde gegen Ende des Jahrhunderts oder zu Beginn des 19. Jahrhunderts vorgenommen. Zum Bau wurde Steinmaterial verwendet, das vom Wasser geglättet wurde und mit Mörtel verfugt. Infolge von Erosion sind heute Teile einer Mauer eingebrochen. Die beiden Fenster- und drei Türöffnungen sind mit Sandstein verkleidet, der auch bei den Ecksteinen an den Gebäudekanten zum Einsatz kam. Ein Türsturz weist das Hochzeitsdatum 1724 neben den mit einem Herz verbundenen Initialen „AA“ und „MA“ auf und könnte Rückschlüsse auf das Baujahr geben. Das Satteldach war früher mit Schieferschindeln gedeckt, die heute teilweise ausgetauscht wurden. Auf der Ordnance-Survey-Karte von 1865 ist das Gebäude nur als teilweise bedacht gekennzeichnet.